# DADLE
DADLE ([D-Ala2,D-Leu5]-Enkephalin) ist ein synthetisches Opioidpeptid mit schmerzstillenden (analgetischen) Eigenschaften.
Die Peptidsequenz ist Tyr-D-Ala-Gly-Phe-D-Leu.
Wenngleich teilweise als selektiver Agonist am δ-Opioidrezeptor beschrieben, wirkt DADLE darüber hinaus auch agonistisch am μ1-Opioidrezeptor. Zusätzlich zur Analgesie bewirkt die Substanz eine vorübergehende Erniedrigung des arteriellen Blutdrucks und der Herzfrequenz. Bei Erdhörnchen vermag DADLE im Sommer den Winterschlaf einzuleiten. Ferner erhöht DADLE die Überlebenszeit von explantierten Organen wie Leber und Lunge.